# Teutwart Schmitson
Teutwart Schmitson (* 18. April 1830 in Frankfurt am Main; † 2. September 1863 in Wien) war ein deutsch-österreichischer Genre- und Tiermaler, der vor allem als realistischer Maler von Pferden und Rindern in Erscheinung trat.

## Leben
Schmitson, einziger Sohn des in Bingen am Rhein geborenen k. k. Oberstleutnants, Militärschriftstellers und österreichischen Bevollmächtigten beim Deutschen Bund, Teutwart Schmitson (1784–1856), und dessen Ehefrau, einer Tochter des Generalsuperintendenten Johann Heinrich Bernhard Dräseke, verlor nach dem Tod seiner Mutter († 1848) auch seine beiden Schwestern († 1852 und 1854).
Bis zu seinem zweiundzwanzigsten Lebensjahr studierte er Architektur in Frankfurt am Main. Als Autodidakt begann er mit dem Zeichnen von Tieren und dem Aktzeichnen sowie der Ölmalerei. Dabei fand er zu einer besonderen Technik, die darin bestand, den Ölgehalt der Ölfarbe zu senken, indem er sie zunächst für einige Stunden auf postkartengroße Gipsplatten auftrug, bevor sie von dort über die Palette auf die Leinwand gelangte. Im Städelsches Kunstinstitut zu Frankfurt stellte er im Jahr 1854 erstmals aus, das Bild eines pflügenden Bauern mit einem Gespann aus zwei Pferden und einer Kuh. Gegen den Willen des Vaters, der 1856 starb, heiratete er die aus Wiesbaden gebürtige Wilhelmine Beckel (1829–1908), mit der er 1854 nach Düsseldorf zog, damals Zentrum der Düsseldorfer Malerschule. Dort wurde am 10. Juli 1855 die Tochter Therese August Emma geboren. Die Ehe wurde später geschieden; es folgte ein jahrelanger Streit um den Nachwuchs. In Düsseldorf eröffnete er ein Atelier und unterrichtete Schüler, etwa Carl Rudolf Huber. 1855 wurde Schmitson Mitglied des Düsseldorfer Künstlervereins Malkasten. Zu seinen Düsseldorfer Künstlerfreunden zählten die Tiermaler Eugen Krüger und Adolf Schreyer.
1856 wechselte Schmitson nach Karlsruhe und im Herbst 1857 nach Berlin, wo er ein Atelier in der Schadowstraße 11 bezog. Dort wurden die Tiermaler Otto Weber und Paul Friedrich Meyerheim von ihm stark beeinflusst. Meyerheim beschrieb ihn als „stattliche, grosse und magere Erscheinung mit scharfgebogener Nase, kleinen Augen, grossen roten Bartkoteletten und schlichtem, glattem, braungrauen Haar, in tadellos eleganter Toilette“, und seine Malerei als eine „neue eigenartig kühne Auffassung und Wiedergabe der Bewegung der Tiere“, als eine „Vorahnung der Schnellphotographie“, die Künstler und Publikum verblüffte sowie die Berliner Kunstkritik verärgerte. In den Jahren 1860/61 unternahm er eine Studienreise nach Italien. Dort entstand das Bild Transport von Marmorblöcken in Carrara.
Nach kurzzeitigen Aufenthalten in Paris und Den Haag übersiedelte er 1861 dauerhaft nach Wien, wo Schmitson zurückgezogen lebte und Auftragsarbeiten schuf, etwa für den Kunstsammler Friedrich Jakob Gsell und den Kunsthändler Sedelmayer. Eine weitere Auftragsarbeit, das Porträt der Fürstin Kinsky zu Pferde, vermittelte ihm der schon in Berlin befreundete Porträt- und Historienmaler Gustav Richter. Diese Arbeit blieb infolge der Erblindung des Künstlers, die als Symptom einer Nierenerkrankung kurz vor dessen Tod auftrat, unvollendet, später wurde das Bild übermalt. Der umfangreiche künstlerische Nachlass Schmitsons wurde vom 21. bis 23. Dezember 1863 in Wien versteigert.

## Werke (Auswahl)

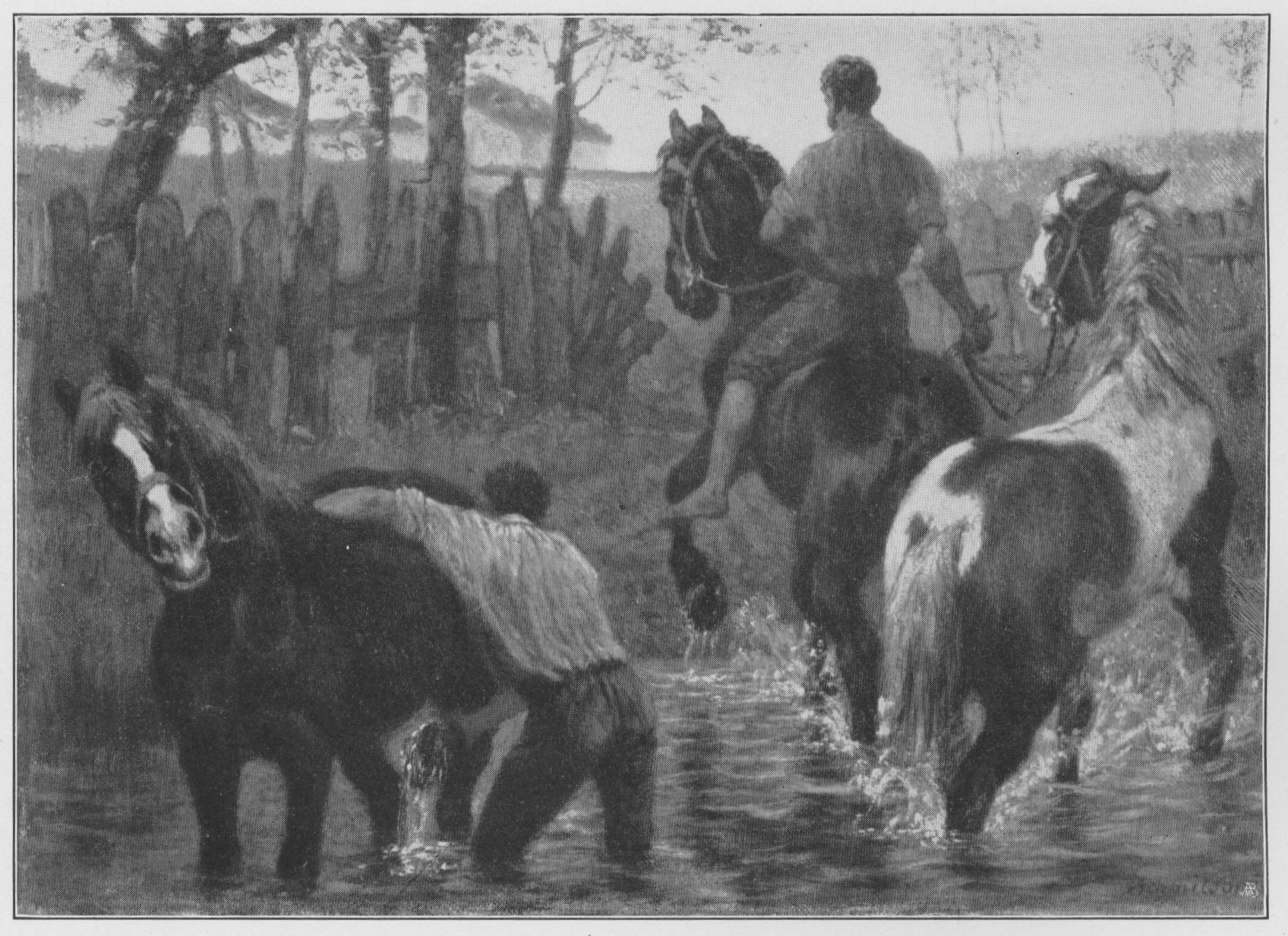
Pferdeschwemme, 1860 (Schwarz-Weiß-Abbildung aus einem Künstlerlexikon)

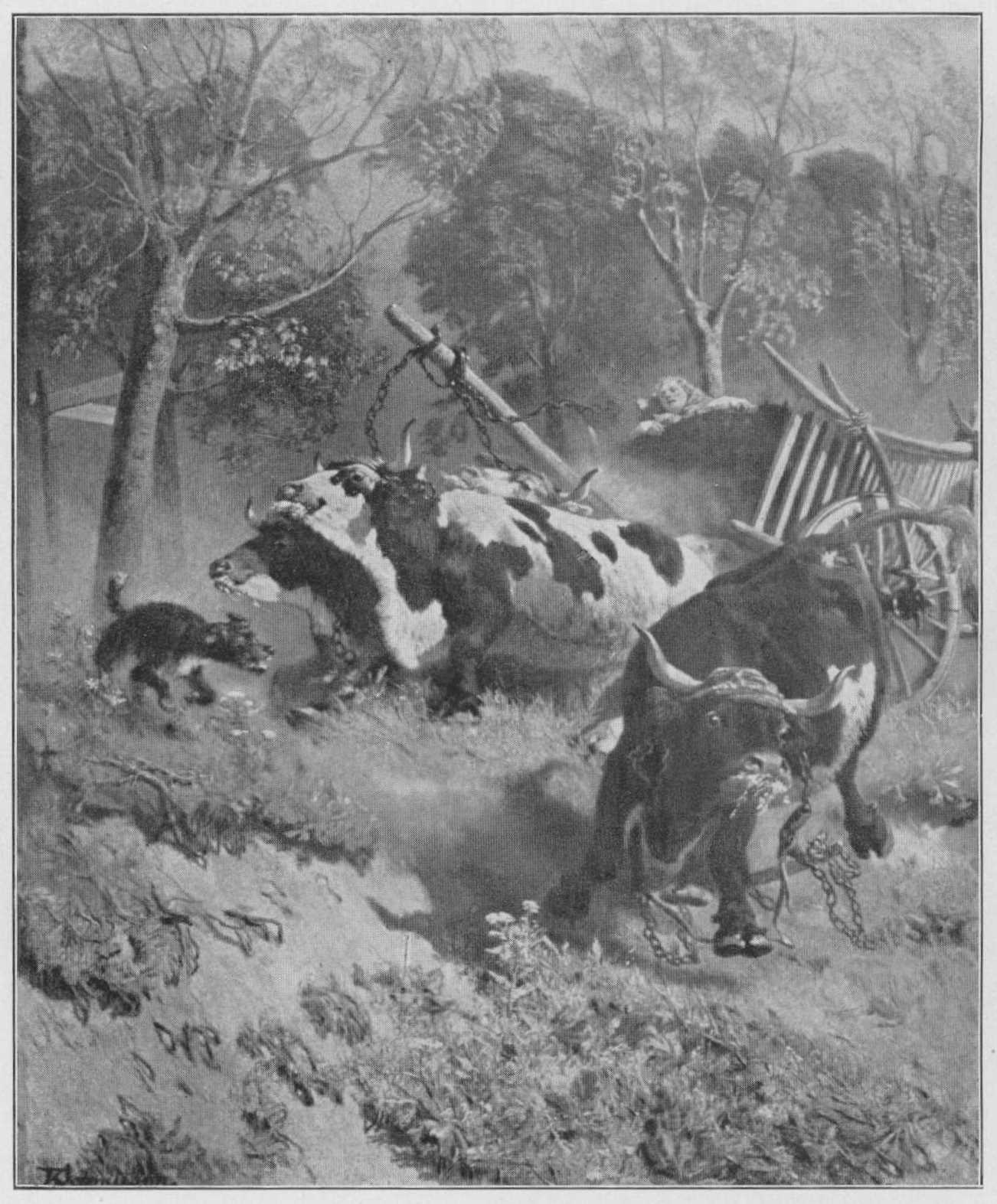
Durchgehendes Ochsengespann (Schwarz-Weiß-Abbildung aus einem Künstlerlexikon)

- 54 Blätter mit Aktstudien in Blei, Kreide und Rötel, um 1850
- 22 Blätter mit Kompositionen zu William Shakespeares Venus und Adonis, um 1850
- Bauernvorspann, 1858, ausgezeichnet mit einer großen goldenen Medaille erster Klasse auf der internationalen Kunstausstellung in Brüssel, 1860
- Transport ungarischer Mutterstuten, 1860
- Pferdeschwemme, 1860
- Kühe im Wasser, 1860
- Transport von Marmorblöcken in Carrara, 1860/1861, gelangte in den Besitz der Berliner Nationalgalerie
- Kuhherde, 1861
- Die Kuh des Armen, Hamburger Kunsthalle
- Durchgehendes Ochsengespann
- Ungarische Pferde in der Puszta
- Musikstunde mit nur mäßig interessiertem Hund
- Pferde im Schnee
- Auf der Weide